# جزیره آدیر

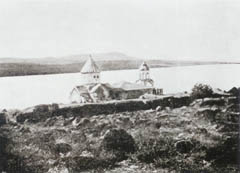
صومعه‌ای در شمال شرق جزیره

جزیره آدیر (ترکی استانبولی: Adır Adası) یا لیم (به ارمنی: Լիմ կղզի) بزرگترین جزیره در دریاچه وان است که در سمت شمال شرقی دریاچه قرار دارد. در طول نسل‌کشی ارمنی‌ها، بیش از ۱۲۰۰۰ زن و کودک ارمنی در مدت سه روز به جزیره رفتند در حالی که چند ده مرد عقب‌نشینی خود را از هنگ‌های حمیدیه پوشش دادند.  به دلیل کمبود غذا، وضعیت خیلی زود بحرانی شد.
صومعه لیم توسط ارامنه طی سده‌ها در جزیره ساخته شده است، منابع ارمنی نشان می‌دهد که صومعه پیش از ۸۸۴ میلادی ساخته شده است. این صومعه تا سال ۱۹۱۸ کار می‌کرد و از آن زمان تاکنون رو به ویرانی گذاشته است.

## نگارخانه

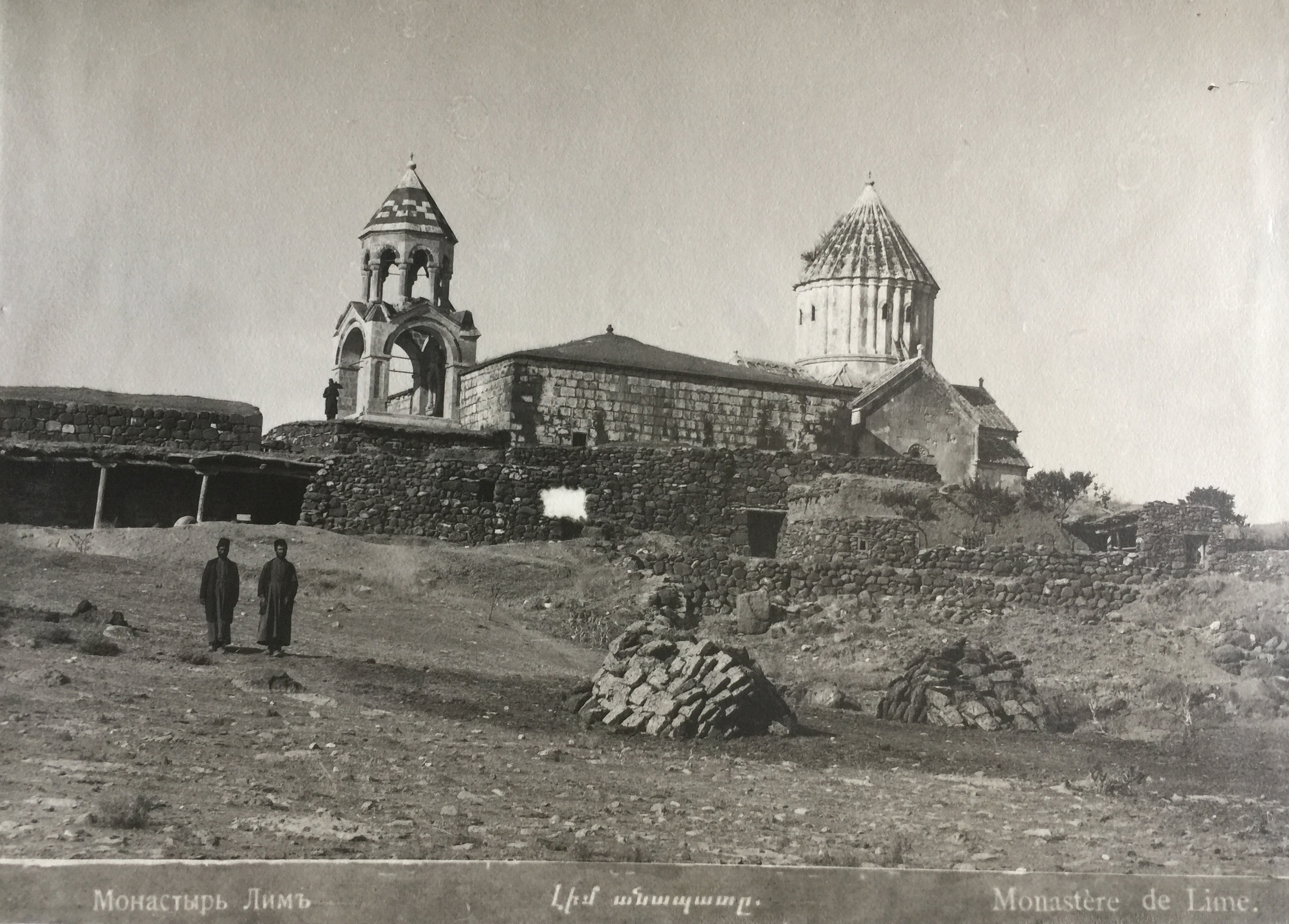
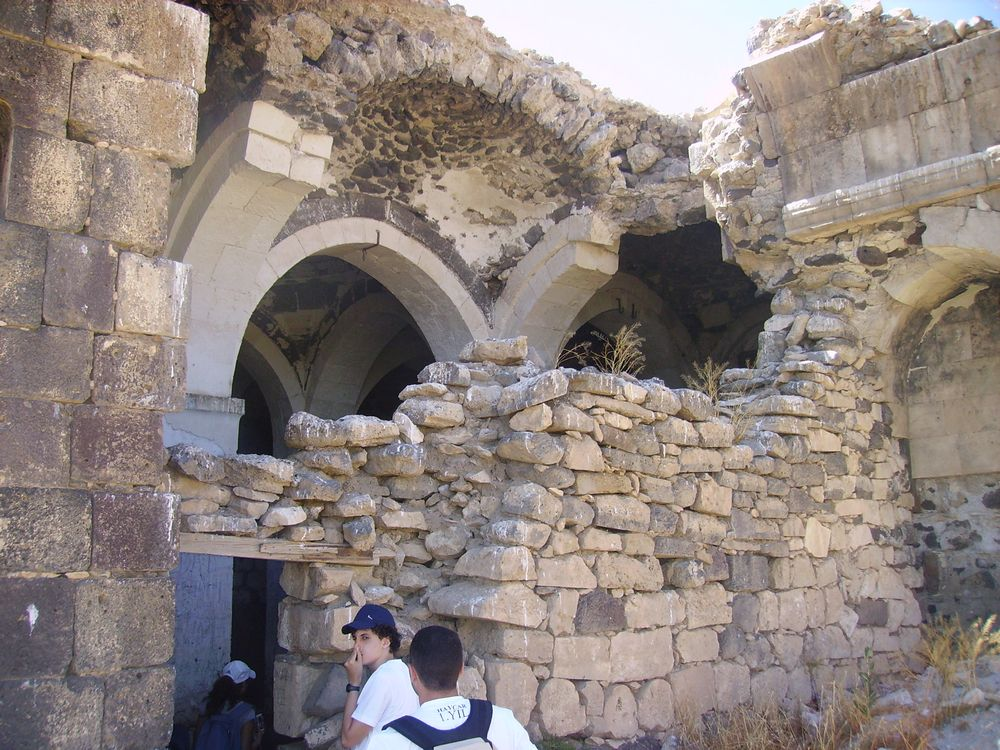
Lim Armenian Monastery in 2009
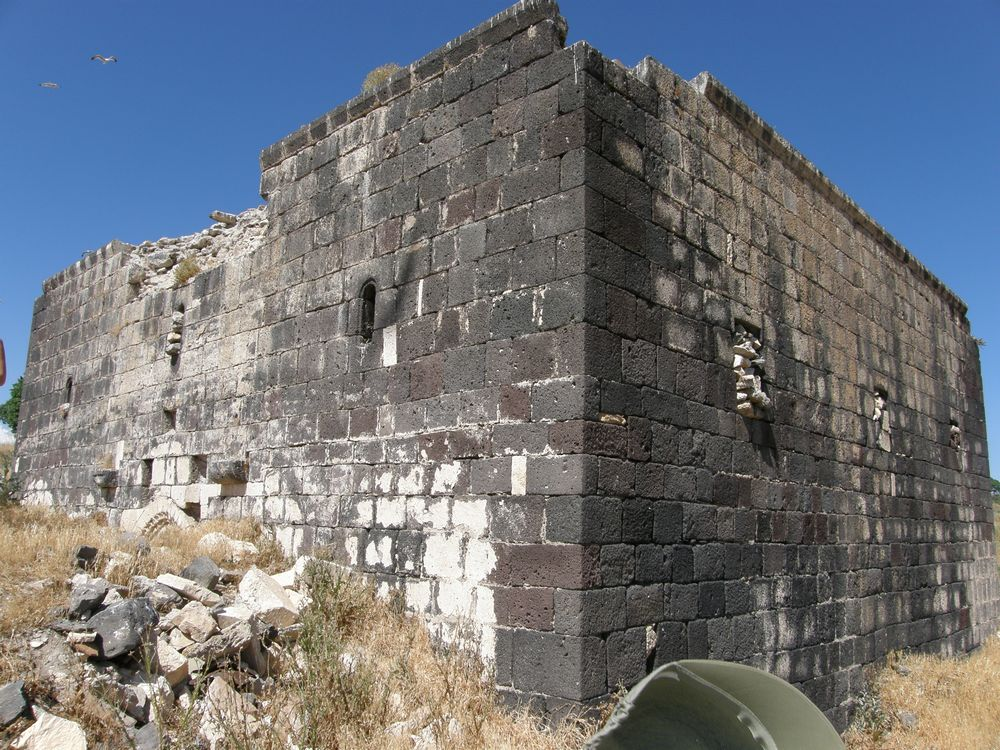
Lim Armenian Monastery in 2009
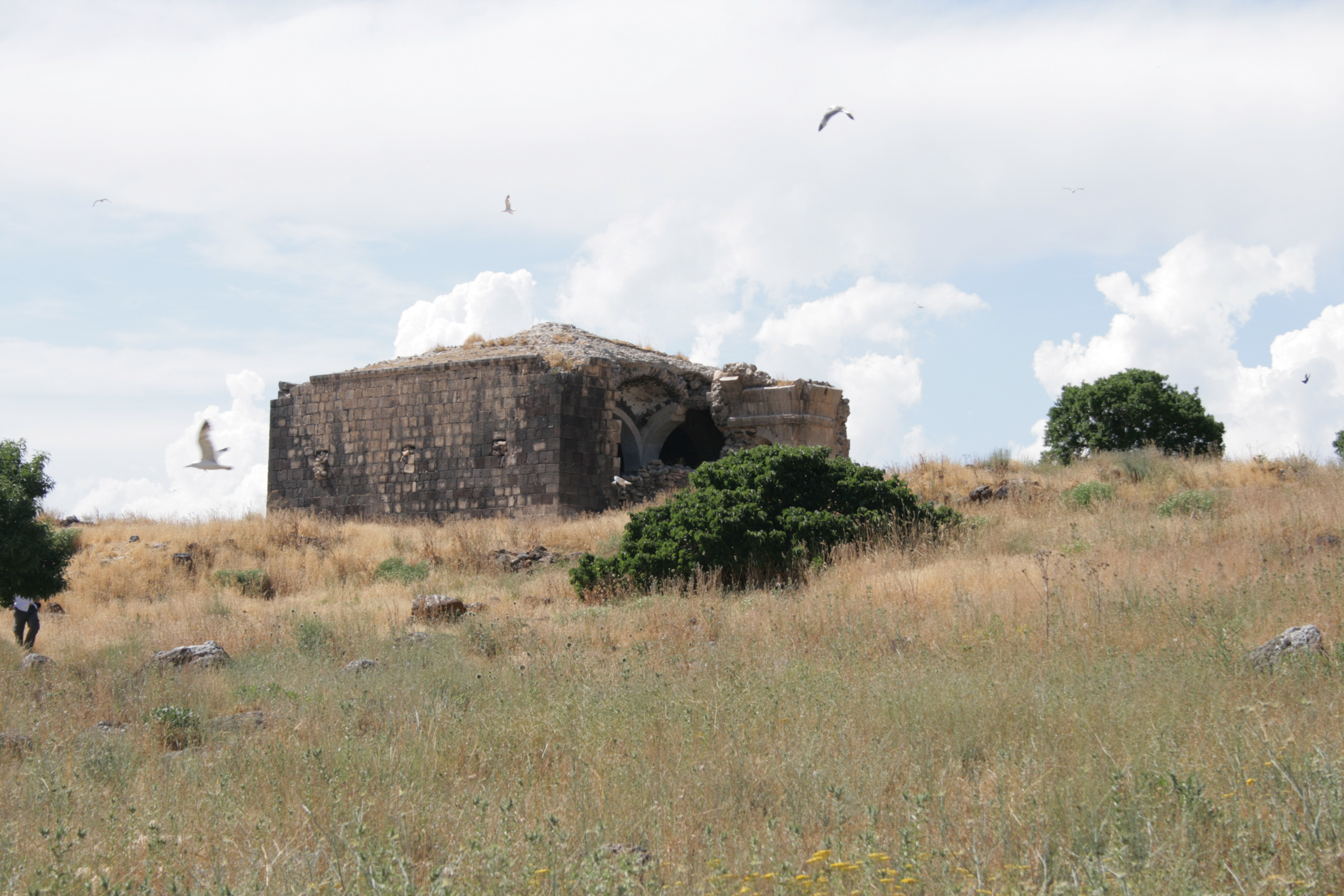
Lim Armenian Monastery in 2009
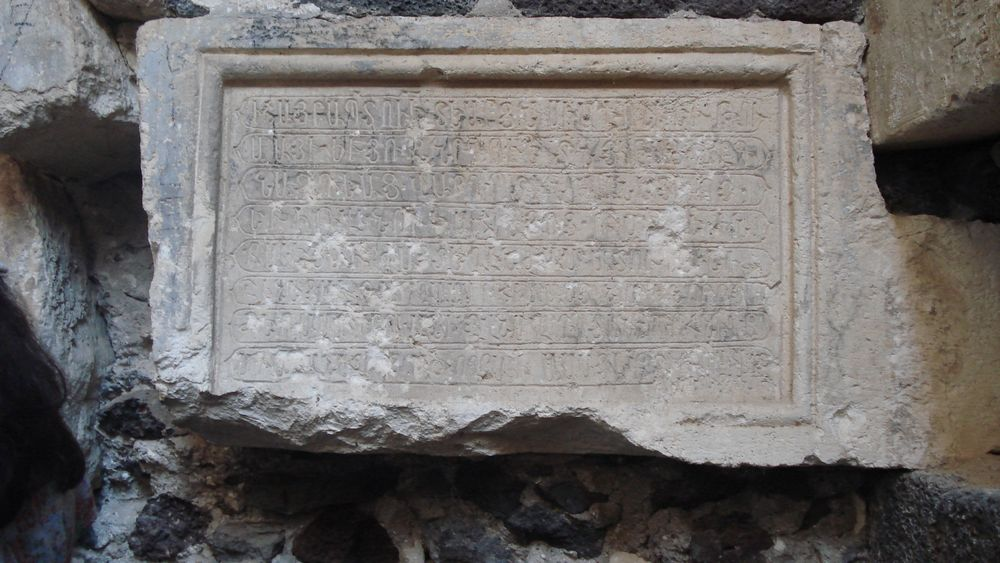
Armenian writing on the Monastery in 2009
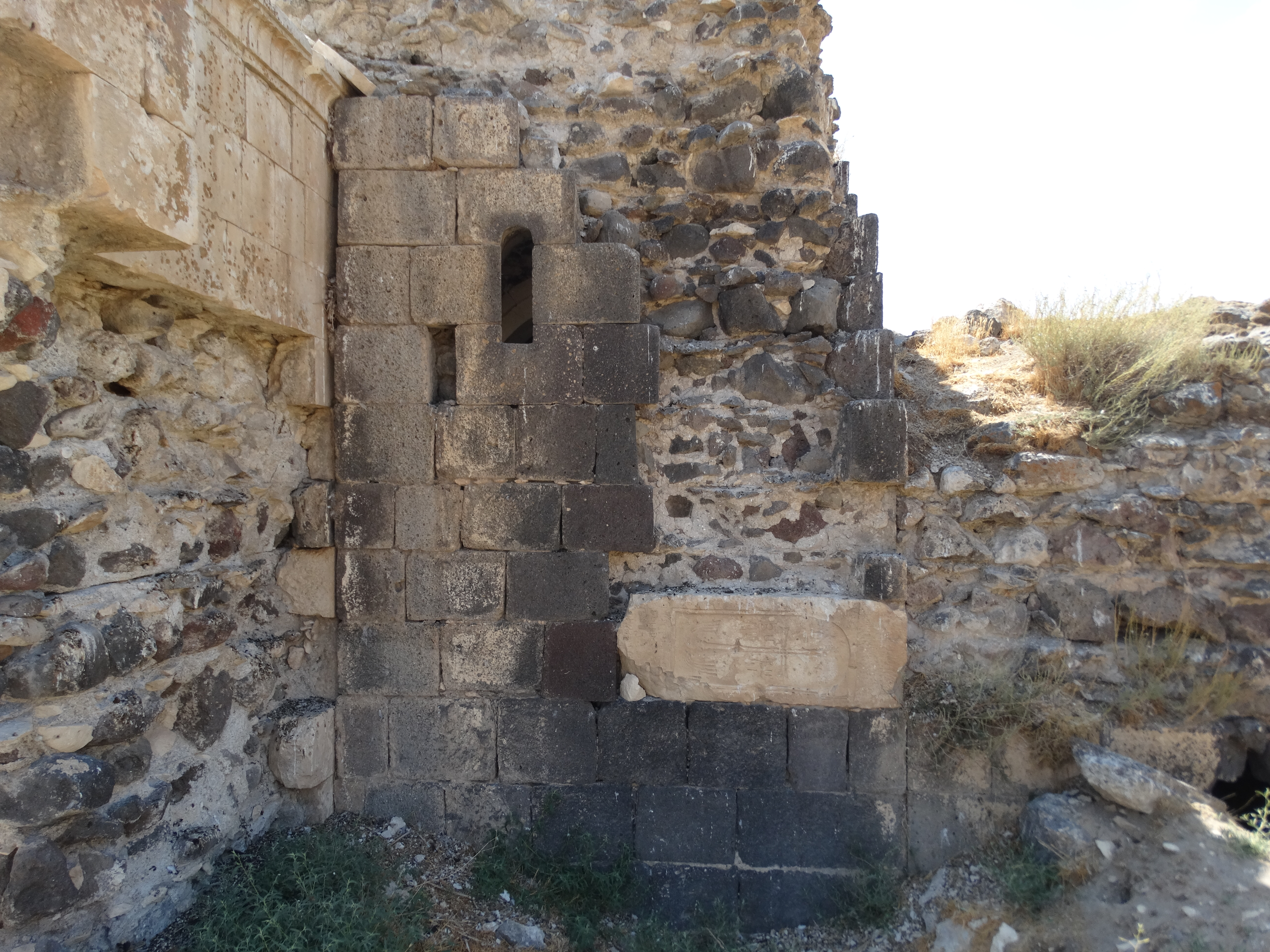
Built-in khachkar
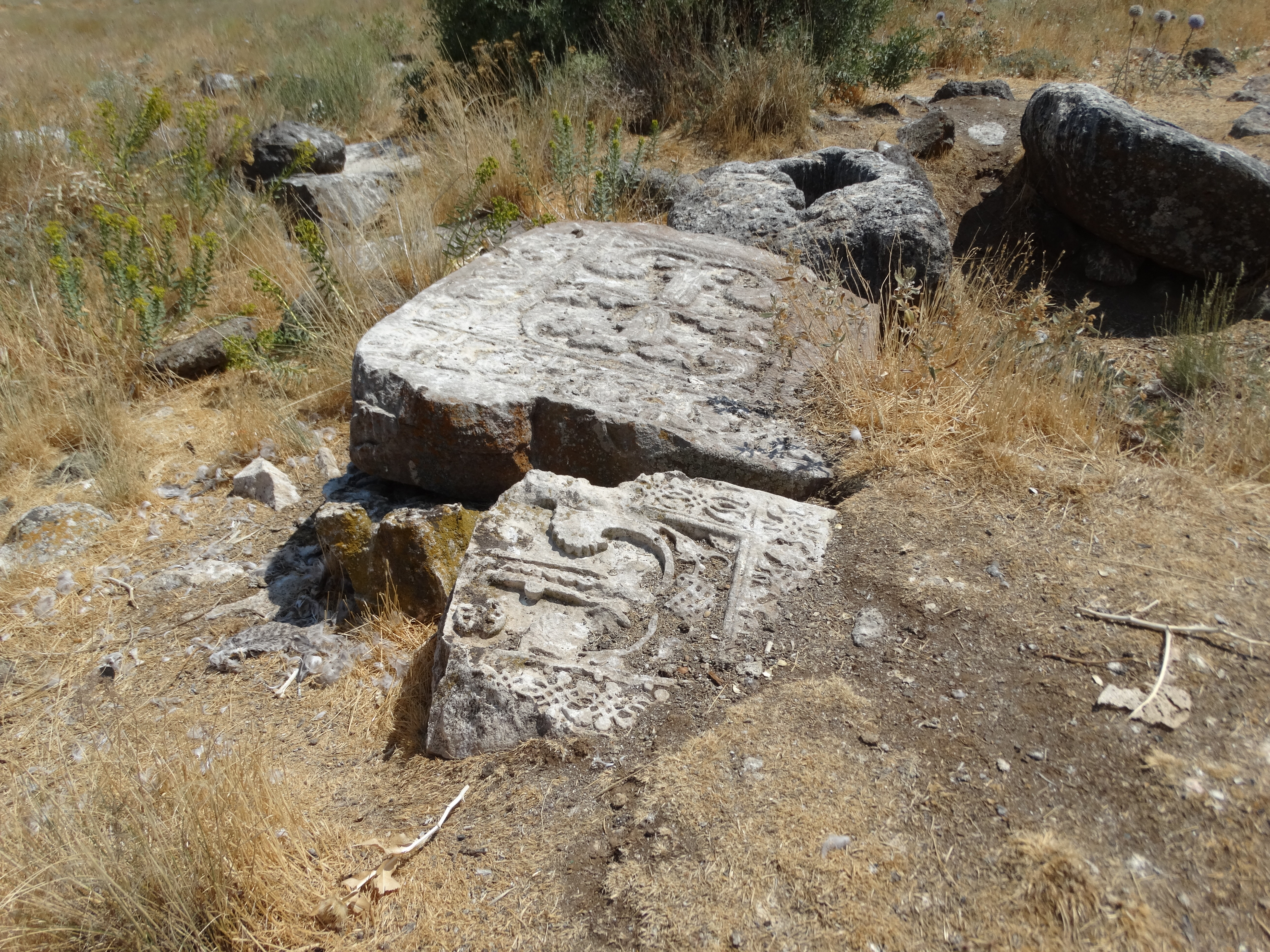
Remains of a khachkar near the church
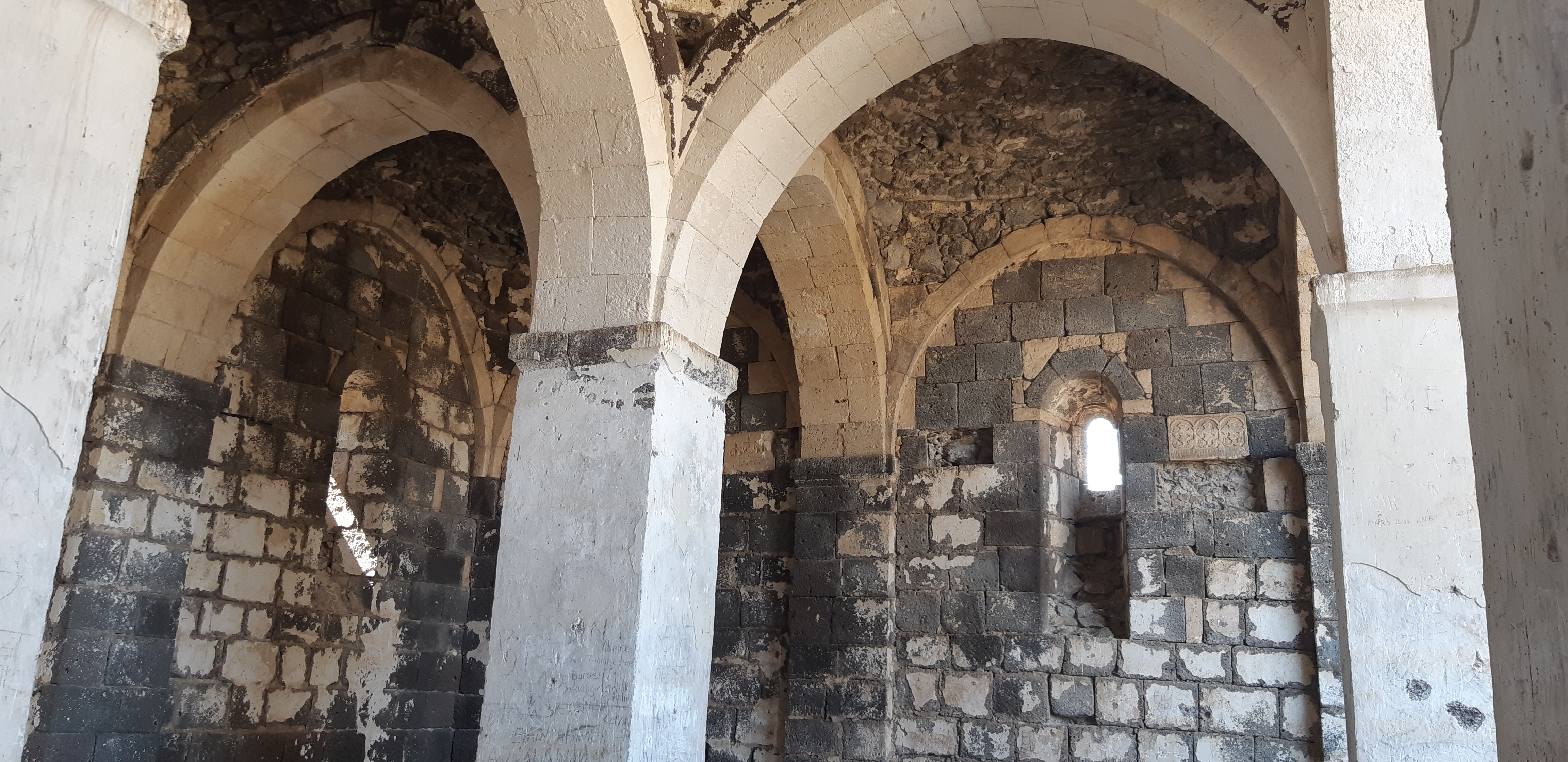
Internal view of the church 2021
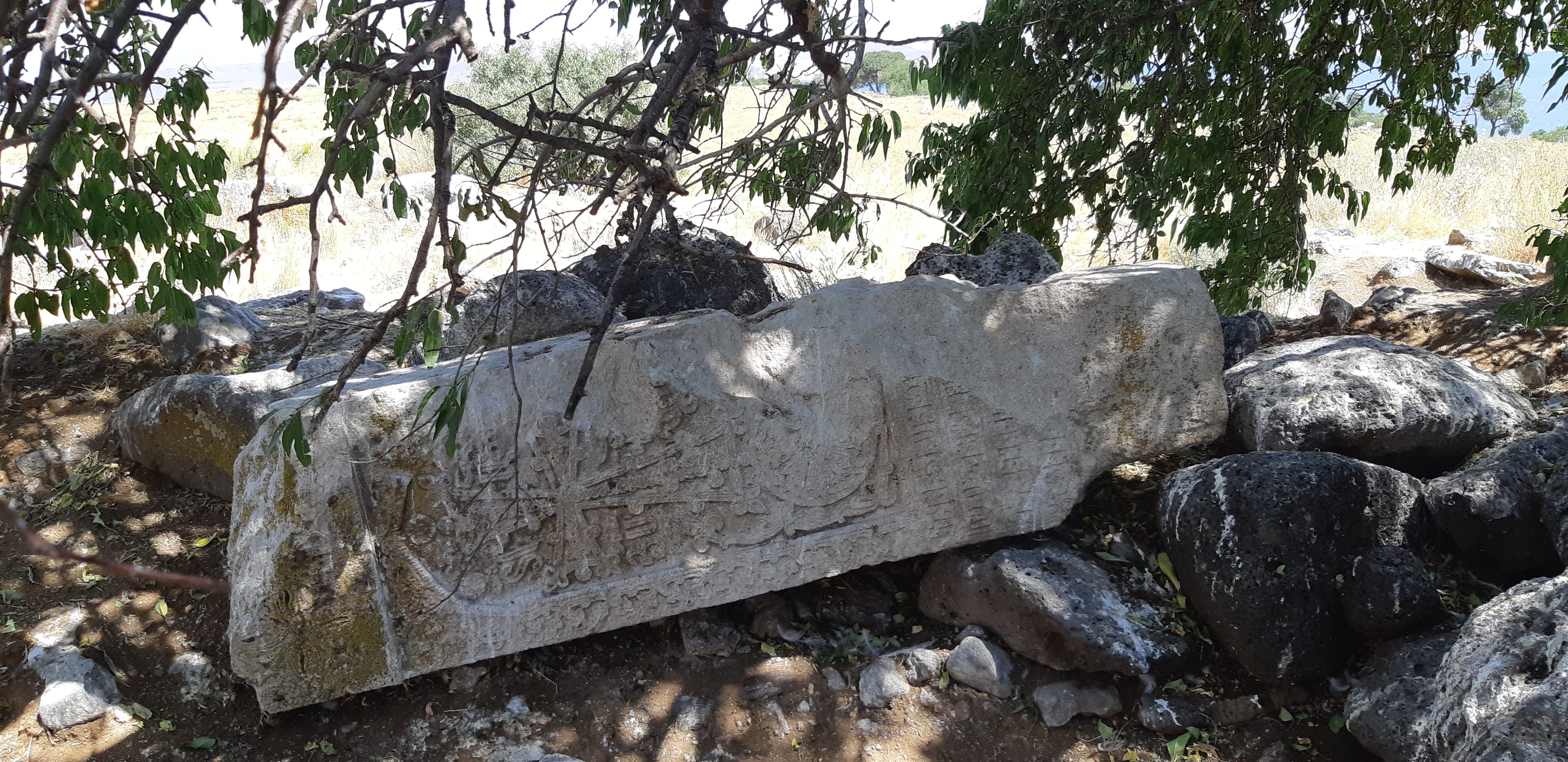
Lying khachkar